# 乐融商城
乐融商城（英語：Lemall；前称：乐视商城），2013年由乐视控股子公司乐视网创建，现归于乐融致新旗下，由乐视自营的B2C电视垂直类购物网站。负责人是乐视生态O2O销售平台总裁张志伟、副总裁赵一成。

## 概述
乐视商城负责销售包括乐视电视、乐视手机、酷派手机等产品，是负责乐视控股旗下的全部O2O销售的平台。乐视通过营销在每年4月14日与9月19日分别掀起“内容生态节”、“乐迷狂欢节”的促销活动。2016年的4月14日，乐视商城全生态销售额突破23.2亿元，其中会员总销售额突破20.2亿元，超级电视总销量超54.9万台，超级手机总销量超58.2万台，智能硬件及衍生品总销售额超8500万元。同年9月19日的乐迷狂欢节，乐视全生态销售额超过49亿，会员总销售额超过了27亿人民币。此举促使乐视商城在2016年中国B2C市场上位居第三，与京东商城6.18和阿里巴巴双11并列为中国三大电商节。